# Rencontres de la Ligue des champions de l'UEFA 2016-2017
Pour un article plus général, voir Ligue des champions de l'UEFA 2016-2017.
Cet article présente les résultats détaillés des rencontres de la Ligue des champions de l'UEFA 2016-2017.

## Équipes participantes
Atlético Madrid
Real Madrid
SL Benfica
Sporting CP
Arsenal
Tottenham Hotspur
Trente-deux équipes prennent part à la phase de groupes. Vingt-deux de ces équipes intègrent la compétition à ce stade, tandis que dix autres sont issues des barrages de qualification (cinq par la « Voie des Champions » et cinq par la « Voie de la Ligue ») .
| Légende des couleurs                                                         |
| ---------------------------------------------------------------------------- |
| Premiers et deuxièmes de groupe se qualifient pour les huitièmes de finale   |
| Troisièmes de groupe sont repêchés en seizièmes de finale de la Ligue Europa |

| Chapeau 1             | Chapeau 1 | Chapeau 2         | Chapeau 2 | Chapeau 3                | Chapeau 3 | Chapeau 4            | Chapeau 4 |
| --------------------- | --------- | ----------------- | --------- | ------------------------ | --------- | -------------------- | --------- |
| Real Madrid T         | 176.142   | Atlético Madrid   | 144.142   | FC Bâle C                | 87.755    | Celtic Glasgow C     | 40.460    |
| FC Barcelone C        | 159.142   | Borussia Dortmund | 110.035   | Tottenham Hotspur        | 74.256    | AS Monaco            | 36.549    |
| Leicester City C      | 16.256    | Arsenal FC        | 105.256   | Dynamo Kiev C            | 65.976    | Beşiktaş JK C        | 34.920    |
| Bayern Munich C       | 163.035   | Manchester City   | 99.256    | Olympique lyonnais       | 63.049    | Legia Varsovie C     | 28.000    |
| Juventus FC C         | 107.087   | Séville FC C3     | 95.642    | PSV Eindhoven C          | 57.112    | Dinamo Zagreb        | 25.775    |
| SL Benfica C          | 116.616   | FC Porto          | 92.616    | Sporting CP              | 51.616    | Ludogorets Razgrad C | 25.625    |
| Paris Saint-Germain C | 112.549   | SSC Naples        | 90.087    | Club Bruges C            | 43.000    | FC Copenhague        | 24.720    |
| CSKA Moscou C         | 48.716    | Bayer Leverkusen  | 89.035    | Borussia Mönchengladbach | 42.035    | FK Rostov            | 11.716    |

Notes
T : Tenant du titre

C : Champion national

C3 : Vainqueur de la Ligue Europa

## Phase de groupes
Les jours de match sont les 13 et 14 septembre , les 27 et 28 septembre, les 18 et 19 octobre, les 1er et 2 novembre, les 22 et 23 novembre et les 6 et 7 décembre 2016. L'heure de coup d'envoi est fixé à 20h45 CEST/CET à l'exception de quelques matchs dans les pays d'Europe de l'Est où le coup d'envoi pourra être avancé en raison des conditions météorologiques à l'approche de l'hiver. Jusqu'au 24 octobre 2015 (journées 1 à 3), les horaires sont en CEST (UTC+2), elles passent ensuite en CET (UTC+1) pour les journées 4 à 6.

### Tirage au sort
Le tirage au sort a eu lieu le 25 août 2016 à 18h00 CEST au Forum Grimaldi de Monaco. Les trente-deux équipes participantes sont divisées en quatre chapeaux, sur la base des règles suivantes :
- le chapeaux 1 est réservé au tenant du titre et aux champions des sept meilleures associations sur la base de leur coefficient UEFA en 2016[2],[3].
- les chapeaux 2, 3 et 4 contiennent les équipes restantes, réparties en fonction de leur coefficient UEFA en 2016[4].

Celles-ci sont réparties en huit groupes de quatre équipes, avec comme restriction l'impossibilité pour deux équipes d'une même association de se rencontrer dans un groupe. De plus, le tirage a été contrôlé de sorte que les équipes d'une même association soient réparties équitablement entre les groupes A à D et E à H afin d'optimiser la couverture télévisée.
Les rencontres sont décidées après le tirage. À chaque journée, quatre groupes jouent le mardi, tandis que les quatre autres jouent le mercredi, les groupes A à D et E à H alternant entre ces deux jours à chaque journée. D'autres restrictions sont présentes : par exemple, les équipes d'une même ville ne jouent généralement pas à domicile lors de la même journée pour des raisons de logistique et de contrôle des foules, et les équipes de certains pays d'Europe de l'Est (Russie notamment) ne jouent pas à domicile lors de la dernière journée en raison de la météo hivernale et de l'obligation d'un coup d'envoi simultané.
Le 17 juillet 2014, le Panel d'urgence de l’UEFA décide que les clubs ukrainiens et russes ne pouvaient être tirées ensemble « jusqu'à nouvel ordre » en raison de la guerre russo-ukrainienne. De ce fait, le club ukrainien du Dynamo Kiev (chapeau 3), et les clubs russes du CSKA Moscou (chapeau 1) et du FK Rostov (chapeau 4) ne peuvent être tirés dans le même groupe.

### Format
Dans chaque groupe, les équipes jouent chacune entre elles à domicile et à l'extérieur suivant un format « toutes rondes ». Le premier ainsi que le deuxième du groupe sont qualifiés pour les huitièmes de finale, tandis que le troisième est repêché en seizièmes de finale de la Ligue Europa.

#### Critères de départage
Selon l'article 17 du règlement de la compétition, si deux équipes ou plus sont à égalité de points à l'issue des matchs de groupe, les critères suivants sont appliqués dans l'ordre pour départager :
1. plus grand nombre de points obtenus dans les matches du groupe disputés entre les équipes concernées;
2. meilleure différence de buts dans les matches du groupe disputés entre les équipes concernées;
3. plus grand nombre de buts marqués dans les matches du groupe disputés entre les équipes concernées;
4. plus grand nombre de buts marqués à l’extérieur dans les matches du groupe disputés entre les équipes concernées;
5. si, après l’application des critères 1 à 4, plusieurs équipes sont toujours à égalité, les critères 1 à 4 sont à nouveau appliqués exclusivement aux matches entre les équipes concernées afin de déterminer leur classement final. Si cette procédure ne donne pas de résultat, les critères 6 à 12 s’appliquent;
6. meilleure différence de buts dans tous les matches du groupe;
7. plus grand nombre de buts marqués dans tous les matches du groupe;
8. plus grand nombre de buts marqués à l’extérieur dans tous les matches du groupe;
9. plus grand nombre de victoires dans tous les matches du groupe;
10. plus grand nombre de victoires à l'extérieur dans tous les matches du groupe;
11. total le plus faible de points disciplinaires sur la base uniquement des cartons jaunes et des cartons rouges reçus durant tous les matches du groupe (carton rouge = 3 points, carton jaune = 1 point, expulsion pour deux cartons jaunes au cours d'un match = 3 points);
12. meilleur coefficient de club.

Légende des classements
- Qualifié pour les huitièmes de finale
- Repêché en seizièmes de finale de la Ligue Europa

Légende des résultats
- Victoire à domicile
- Match nul
- Victoire à l'extérieur

### Groupes

#### Groupe A
| Rang | Équipe              | Pts | J | G | N | P | Bp | Bc | Diff |  | Résultats (▼ dom., ► ext.) |     |     |     |     |
| ---- | ------------------- | --- | - | - | - | - | -- | -- | ---- |  | -------------------------- | --- | --- | --- | --- |
| 1    | Arsenal FC          | 14  | 6 | 4 | 2 | 0 | 18 | 6  | +12  |  | Arsenal FC                 |     | 2-2 | 6-0 | 2-0 |
| 2    | Paris Saint-Germain | 12  | 6 | 3 | 3 | 0 | 13 | 7  | +6   |  | Paris Saint-Germain        | 1-1 |     | 2-2 | 3-0 |
| 3    | Ludogorets Razgrad  | 3   | 6 | 0 | 3 | 3 | 6  | 15 | -9   |  | Ludogorets Razgrad         | 2-3 | 1-3 |     | 0-0 |
| 4    | FC Bâle             | 2   | 6 | 0 | 2 | 4 | 3  | 12 | -9   |  | FC Bâle                    | 1-4 | 1-2 | 1-1 |     |

| 1re journée                  | Paris Saint-Germain | 1 - 1   | Arsenal FC  | Parc des Princes, Paris                        |                                                |
| 13 septembre 2016 20h45 CEST | Cavani 1re          | (1 - 0) | 78e Sánchez | Spectateurs : 46 440 Arbitrage : Viktor Kassai | Spectateurs : 46 440 Arbitrage : Viktor Kassai |
| 13 septembre 2016 20h45 CEST | Rapport             |         |             | Spectateurs : 46 440 Arbitrage : Viktor Kassai | Spectateurs : 46 440 Arbitrage : Viktor Kassai |

| 13 septembre 2016 | FC Bâle     | 1 - 1   | Ludogorets Razgrad | Parc Saint-Jacques, Bâle                          |                                                   |
| 20h45 CEST        | Steffen 80e | (0 - 1) | 45e Cafu           | Spectateurs : 30 852 Arbitrage : Aleksei Kulbakov | Spectateurs : 30 852 Arbitrage : Aleksei Kulbakov |
| 20h45 CEST        | Rapport     |         |                    | Spectateurs : 30 852 Arbitrage : Aleksei Kulbakov | Spectateurs : 30 852 Arbitrage : Aleksei Kulbakov |

| 2e journée                   | Ludogorets Razgrad | 1 - 3   | Paris Saint-Germain          | Stade national Vassil-Levski, Sofia             |                                                 |
| 28 septembre 2016 20h45 CEST | Natanael 16e       | (1 - 1) | 41e Matuidi · 56e 60e Cavani | Spectateurs : 17 155 Arbitrage : Pavel Královec | Spectateurs : 17 155 Arbitrage : Pavel Královec |
| 28 septembre 2016 20h45 CEST | Rapport            |         |                              | Spectateurs : 17 155 Arbitrage : Pavel Královec | Spectateurs : 17 155 Arbitrage : Pavel Královec |

| 28 septembre 2016 | Arsenal FC     | 2 - 0   | FC Bâle | Emirates Stadium, Londres                       |                                                 |
| 20h45 CEST        | Walcott 7e 26e | (2 - 0) |         | Spectateurs : 59 993 Arbitrage : Danny Makkelie | Spectateurs : 59 993 Arbitrage : Danny Makkelie |
| 20h45 CEST        | Rapport        |         |         | Spectateurs : 59 993 Arbitrage : Danny Makkelie | Spectateurs : 59 993 Arbitrage : Danny Makkelie |

| 3e journée                 | Arsenal FC                                                            | 6 - 0   | Ludogorets Razgrad | Emirates Stadium, Londres                          |                                                    |
| 19 octobre 2016 20h45 CEST | Sánchez 13e · Walcott 42e · Oxlade-Chamberlain 47e · Özil 56e 83e 87e | (2 - 0) |                    | Spectateurs : 59 944 Arbitrage : Artur Soares Dias | Spectateurs : 59 944 Arbitrage : Artur Soares Dias |
| 19 octobre 2016 20h45 CEST | Rapport                                                               |         |                    | Spectateurs : 59 944 Arbitrage : Artur Soares Dias | Spectateurs : 59 944 Arbitrage : Artur Soares Dias |

| 19 octobre 2016 | Paris Saint-Germain                          | 3 - 0   | FC Bâle | Parc des Princes, Paris                        |                                                |
| 20h45 CEST      | Di María 40e · Lucas 62e · Cavani 93e (pen.) | (1 - 0) |         | Spectateurs : 46 488 Arbitrage : Deniz Aytekin | Spectateurs : 46 488 Arbitrage : Deniz Aytekin |
| 20h45 CEST      | Rapport                                      |         |         | Spectateurs : 46 488 Arbitrage : Deniz Aytekin | Spectateurs : 46 488 Arbitrage : Deniz Aytekin |

| 4e journée                  | Ludogorets Razgrad    | 2 - 3   | Arsenal FC                        | Stade national Vassil-Levski, Sofia          |                                              |
| 1er novembre 2016 20h45 CET | Cafu 12e · Keșerü 15e | (2 - 2) | 20e Xhaka · 42e Giroud · 88e Özil | Spectateurs : 30 862 Arbitrage : Bas Nijhuis | Spectateurs : 30 862 Arbitrage : Bas Nijhuis |
| 1er novembre 2016 20h45 CET | Rapport               |         |                                   | Spectateurs : 30 862 Arbitrage : Bas Nijhuis | Spectateurs : 30 862 Arbitrage : Bas Nijhuis |

| 1er novembre 2016 | FC Bâle   | 1 - 2   | Paris Saint-Germain       | Parc Saint-Jacques, Bâle                        |                                                 |
| 20h45 CET         | Zuffi 76e | (0 - 1) | 43e Matuidi · 90e Meunier | Spectateurs : 34 639 Arbitrage : Ovidiu Hațegan | Spectateurs : 34 639 Arbitrage : Ovidiu Hațegan |
| 20h45 CET         | Rapport   |         |                           | Spectateurs : 34 639 Arbitrage : Ovidiu Hațegan | Spectateurs : 34 639 Arbitrage : Ovidiu Hațegan |

| 5e journée                 | Arsenal FC                               | 2 - 2   | Paris Saint-Germain          | Emirates Stadium, Londres                    |                                              |
| 23 novembre 2016 20h45 CET | Giroud 45+1e (pen.) · Verratti 60e (csc) | (1 - 1) | 18e Cavani · 77e (csc) Iwobi | Spectateurs : 59 628 Arbitrage : Felix Brych | Spectateurs : 59 628 Arbitrage : Felix Brych |
| 23 novembre 2016 20h45 CET | Rapport                                  |         |                              | Spectateurs : 59 628 Arbitrage : Felix Brych | Spectateurs : 59 628 Arbitrage : Felix Brych |

| 23 novembre 2016 | Ludogorets Razgrad | 0 - 0   | FC Bâle | Stade national Vassil-Levski, Sofia              |                                                  |
| 20h45 CET        |                    | (0 - 0) |         | Spectateurs : 20 821 Arbitrage : Martin Atkinson | Spectateurs : 20 821 Arbitrage : Martin Atkinson |
| 20h45 CET        | Rapport            |         |         | Spectateurs : 20 821 Arbitrage : Martin Atkinson | Spectateurs : 20 821 Arbitrage : Martin Atkinson |

| 6e journée                | Paris Saint-Germain         | 2 - 2   | Ludogorets Razgrad           | Parc des Princes, Paris                                  |                                                          |
| 6 décembre 2016 20h45 CET | Cavani 61e · Di María 90+2e | (0 - 1) | 15e Misidjan · 69e Wanderson | Spectateurs : 42 650 Arbitrage : Anastasios Sidiropoulos | Spectateurs : 42 650 Arbitrage : Anastasios Sidiropoulos |
| 6 décembre 2016 20h45 CET | Rapport                     |         |                              | Spectateurs : 42 650 Arbitrage : Anastasios Sidiropoulos | Spectateurs : 42 650 Arbitrage : Anastasios Sidiropoulos |

| 6 décembre 2016 | FC Bâle     | 1 - 4   | Arsenal FC                   | Parc Saint-Jacques, Bâle                     |                                              |
| 20h45 CET       | Doumbia 78e | (0 - 2) | 8e 16e 47e Pérez · 53e Iwobi | Spectateurs : 36 000 Arbitrage : Jorge Sousa | Spectateurs : 36 000 Arbitrage : Jorge Sousa |
| 20h45 CET       | Rapport     |         |                              | Spectateurs : 36 000 Arbitrage : Jorge Sousa | Spectateurs : 36 000 Arbitrage : Jorge Sousa |

#### Groupe B
| Rang | Équipe      | Pts | J | G | N | P | Bp | Bc | Diff |  | Résultats (▼ dom., ► ext.) |     |     |     |     |
| ---- | ----------- | --- | - | - | - | - | -- | -- | ---- |  | -------------------------- | --- | --- | --- | --- |
| 1    | SSC Naples  | 11  | 6 | 3 | 2 | 1 | 11 | 8  | +3   |  | SSC Naples                 |     | 4-2 | 2-3 | 0-0 |
| 2    | SL Benfica  | 8   | 6 | 2 | 2 | 2 | 10 | 10 | 0    |  | SL Benfica                 | 1-2 |     | 1-1 | 1-0 |
| 3    | Beşiktaş    | 7   | 6 | 1 | 4 | 1 | 9  | 14 | -5   |  | Beşiktaş                   | 1-1 | 3-3 |     | 1-1 |
| 4    | Dynamo Kiev | 5   | 6 | 1 | 2 | 3 | 8  | 6  | +2   |  | Dynamo Kiev                | 1-2 | 0-2 | 6-0 |     |

| 1re journée                  | Dynamo Kiev | 1 - 2   | SSC Naples      | Stade olympique, Kiev                           |                                                 |
| 13 septembre 2016 20h45 CEST | Harmash 26e | (1 - 2) | 36e 45+2e Milik | Spectateurs : 35 137 Arbitrage : William Collum | Spectateurs : 35 137 Arbitrage : William Collum |
| 13 septembre 2016 20h45 CEST | Rapport     |         |                 | Spectateurs : 35 137 Arbitrage : William Collum | Spectateurs : 35 137 Arbitrage : William Collum |

| 13 septembre 2016 | SL Benfica | 1 - 1   | Beşiktaş      | Estádio da Luz, Lisbonne                       |                                                |
| 20h45 CEST        | Cervi 12e  | (1 - 0) | 90+3e Talisca | Spectateurs : 42 126 Arbitrage : Milorad Mažić | Spectateurs : 42 126 Arbitrage : Milorad Mažić |
| 20h45 CEST        | Rapport    |         |               | Spectateurs : 42 126 Arbitrage : Milorad Mažić | Spectateurs : 42 126 Arbitrage : Milorad Mažić |

| 2e journée                   | Beşiktaş     | 1 - 1   | Dynamo Kiev   | Vodafone Arena, Istanbul                      |                                               |
| 28 septembre 2016 20h45 CEST | Quaresma 29e | (1 - 0) | 65e Tsygankov | Spectateurs : 33 938 Arbitrage : Felix Zwayer | Spectateurs : 33 938 Arbitrage : Felix Zwayer |
| 28 septembre 2016 20h45 CEST | Rapport      |         |               | Spectateurs : 33 938 Arbitrage : Felix Zwayer | Spectateurs : 33 938 Arbitrage : Felix Zwayer |

| 28 septembre 2016 | SSC Naples                               | 4 - 2   | SL Benfica              | Stade San Paolo, Naples                      |                                              |
| 20h45 CEST        | Hamšík 20e · Mertens 51e 58e · Milik 54e | (1 - 0) | 71e Guedes · 86e Salvio | Spectateurs : 41 281 Arbitrage : Felix Brych | Spectateurs : 41 281 Arbitrage : Felix Brych |
| 20h45 CEST        | Rapport                                  |         |                         | Spectateurs : 41 281 Arbitrage : Felix Brych | Spectateurs : 41 281 Arbitrage : Felix Brych |

| 3e journée                 | SSC Naples                          | 2 - 3   | Beşiktaş                        | Stade San Paolo, Naples                         |                                                 |
| 19 octobre 2016 20h45 CEST | Mertens 30e · Gabbiadini 69e (pen.) | (1 - 2) | 12e Adriano · 38e 86e Aboubakar | Spectateurs : 28 502 Arbitrage : Sergei Karasev | Spectateurs : 28 502 Arbitrage : Sergei Karasev |
| 19 octobre 2016 20h45 CEST | Rapport                             |         |                                 | Spectateurs : 28 502 Arbitrage : Sergei Karasev | Spectateurs : 28 502 Arbitrage : Sergei Karasev |

| 19 octobre 2016 | Dynamo Kiev | 0 - 2   | SL Benfica                   | Stade olympique, Kiev                                     |                                                           |
| 20h45 CEST      |             | (0 - 1) | 9e (pen.) Salvio · 55e Cervi | Spectateurs : 25 991 Arbitrage : David Fernández Borbalán | Spectateurs : 25 991 Arbitrage : David Fernández Borbalán |
| 20h45 CEST      | Rapport     |         |                              | Spectateurs : 25 991 Arbitrage : David Fernández Borbalán | Spectateurs : 25 991 Arbitrage : David Fernández Borbalán |

| 4e journée                  | Beşiktaş            | 1 - 1   | SSC Naples | Vodafone Arena, Istanbul                          |                                                   |
| 1er novembre 2016 18h45 CET | Quaresma 79e (pen.) | (0 - 0) | 82e Hamšík | Spectateurs : 35 552 Arbitrage : Mark Clattenburg | Spectateurs : 35 552 Arbitrage : Mark Clattenburg |
| 1er novembre 2016 18h45 CET | Rapport             |         |            | Spectateurs : 35 552 Arbitrage : Mark Clattenburg | Spectateurs : 35 552 Arbitrage : Mark Clattenburg |

| 1er novembre 2016 | SL Benfica        | 1 - 0   | Dynamo Kiev | Estádio da Luz, Lisbonne                        |                                                 |
| 20h45 CET         | Salvio 42e (pen.) | (1 - 0) |             | Spectateurs : 51 641 Arbitrage : Clément Turpin | Spectateurs : 51 641 Arbitrage : Clément Turpin |
| 20h45 CET         | Rapport           |         |             | Spectateurs : 51 641 Arbitrage : Clément Turpin | Spectateurs : 51 641 Arbitrage : Clément Turpin |

| 5e journée                 | Beşiktaş                                        | 3 - 3   | SL Benfica                          | Vodafone Arena, Istanbul                       |                                                |
| 23 novembre 2016 18h45 CET | Tosun 58e · Quaresma 83e (pen.) · Aboubakar 89e | (0 - 3) | 10e Guedes · 25e Semedo · 31e Fejsa | Spectateurs : 36 063 Arbitrage : Damir Skomina | Spectateurs : 36 063 Arbitrage : Damir Skomina |
| 23 novembre 2016 18h45 CET | Rapport                                         |         |                                     | Spectateurs : 36 063 Arbitrage : Damir Skomina | Spectateurs : 36 063 Arbitrage : Damir Skomina |

| 23 novembre 2016 | SSC Naples | 0 - 0   | Dynamo Kiev | Stade San Paolo, Naples                         |                                                 |
| 20h45 CET        |            | (0 - 0) |             | Spectateurs : 33 736 Arbitrage : Ovidiu Hațegan | Spectateurs : 33 736 Arbitrage : Ovidiu Hațegan |
| 20h45 CET        | Rapport    |         |             | Spectateurs : 33 736 Arbitrage : Ovidiu Hațegan | Spectateurs : 33 736 Arbitrage : Ovidiu Hațegan |

| 6e journée                | Dynamo Kiev                                                                                | 6 - 0   | Beşiktaş | Stade olympique, Kiev                           |                                                 |
| 6 décembre 2016 20h45 CET | Besyedin 9e · Yarmolenko 30e · Buyalskyy 32e · González 45+3e · Sydorchuk 60e · Moraes 77e | (4 - 0) |          | Spectateurs : 14 036 Arbitrage : Craig Thompson | Spectateurs : 14 036 Arbitrage : Craig Thompson |
| 6 décembre 2016 20h45 CET | Rapport                                                                                    |         |          | Spectateurs : 14 036 Arbitrage : Craig Thompson | Spectateurs : 14 036 Arbitrage : Craig Thompson |

| 6 décembre 2016 | SL Benfica  | 1 - 2   | SSC Naples                 | Estádio da Luz, Lisbonne                             |                                                      |
| 20h45 CET       | Jiménez 87e | (0 - 0) | 60e Callejón · 79e Mertens | Spectateurs : 55 634 Arbitrage : Antonio Mateu Lahoz | Spectateurs : 55 634 Arbitrage : Antonio Mateu Lahoz |
| 20h45 CET       | Rapport     |         |                            | Spectateurs : 55 634 Arbitrage : Antonio Mateu Lahoz | Spectateurs : 55 634 Arbitrage : Antonio Mateu Lahoz |

#### Groupe C
| Rang | Équipe                   | Pts | J | G | N | P | Bp | Bc | Diff |  | Résultats (▼ dom., ► ext.) |     |     |     |     |
| ---- | ------------------------ | --- | - | - | - | - | -- | -- | ---- |  | -------------------------- | --- | --- | --- | --- |
| 1    | FC Barcelone             | 15  | 6 | 5 | 0 | 1 | 20 | 4  | +16  |  | FC Barcelone               |     | 4-0 | 4-0 | 7-0 |
| 2    | Manchester City          | 9   | 6 | 2 | 3 | 1 | 12 | 10 | +2   |  | Manchester City            | 3-1 |     | 4-0 | 1-1 |
| 3    | Borussia Mönchengladbach | 5   | 6 | 1 | 2 | 3 | 5  | 12 | -7   |  | Borussia Mönchengladbach   | 1-2 | 1-1 |     | 1-1 |
| 4    | Celtic Glasgow           | 3   | 6 | 0 | 3 | 3 | 5  | 16 | -11  |  | Celtic Glasgow             | 0-2 | 3-3 | 0-2 |     |

| 1re journée                  | FC Barcelone                                                 | 7 - 0   | Celtic Glasgow | Camp Nou, Barcelone                             |                                                 |
| 13 septembre 2016 20h45 CEST | Messi 3e 27e 60e · Neymar 50e · Iniesta 59e · Suárez 75e 88e | (2 - 0) |                | Spectateurs : 73 290 Arbitrage : Ovidiu Haţegan | Spectateurs : 73 290 Arbitrage : Ovidiu Haţegan |
| 13 septembre 2016 20h45 CEST | Rapport                                                      |         |                | Spectateurs : 73 290 Arbitrage : Ovidiu Haţegan | Spectateurs : 73 290 Arbitrage : Ovidiu Haţegan |

| 14 septembre 2016 | Manchester City                            | 4 - 0   | Borussia Mönchengladbach | Etihad Stadium, Manchester                     |                                                |
| 20h45 CEST        | Agüero 9e 28e (pen.) 77e · Iheanacho 90+1e | (2 - 0) |                          | Spectateurs : 30 270 Arbitrage : Björn Kuipers | Spectateurs : 30 270 Arbitrage : Björn Kuipers |
| 20h45 CEST        | Rapport                                    |         |                          | Spectateurs : 30 270 Arbitrage : Björn Kuipers | Spectateurs : 30 270 Arbitrage : Björn Kuipers |

| 2e journée                   | Borussia Mönchengladbach | 1 - 2   | FC Barcelone          | Borussia-Park, Mönchengladbach                 |                                                |
| 28 septembre 2016 20h45 CEST | Hazard 34e               | (1 - 0) | 65e Turan · 74e Piqué | Spectateurs : 46 283 Arbitrage : Damir Skomina | Spectateurs : 46 283 Arbitrage : Damir Skomina |
| 28 septembre 2016 20h45 CEST | Rapport                  |         |                       | Spectateurs : 46 283 Arbitrage : Damir Skomina | Spectateurs : 46 283 Arbitrage : Damir Skomina |

| 28 septembre 2016 | Celtic Glasgow                      | 3 - 3   | Manchester City                            | Celtic Park, Glasgow                            |                                                 |
| 20h45 CEST        | Dembélé 3e 47e · Sterling 20e (csc) | (2 - 2) | 12e Fernandino · 28e Sterling · 55e Nolito | Spectateurs : 57 592 Arbitrage : Nicola Rizzoli | Spectateurs : 57 592 Arbitrage : Nicola Rizzoli |
| 20h45 CEST        | Rapport                             |         |                                            | Spectateurs : 57 592 Arbitrage : Nicola Rizzoli | Spectateurs : 57 592 Arbitrage : Nicola Rizzoli |

| 3e journée                 | Celtic Glasgow | 0 - 2   | Borussia Mönchengladbach | Celtic Park, Glasgow                                |                                                     |
| 19 octobre 2016 20h45 CEST |                | (0 - 0) | 57e Stindl · 77e Hahn    | Spectateurs : 57 814 Arbitrage : Tasos Sidiropoulos | Spectateurs : 57 814 Arbitrage : Tasos Sidiropoulos |
| 19 octobre 2016 20h45 CEST | Rapport        |         |                          | Spectateurs : 57 814 Arbitrage : Tasos Sidiropoulos | Spectateurs : 57 814 Arbitrage : Tasos Sidiropoulos |

| 19 octobre 2016 | FC Barcelone                   | 4 - 0   | Manchester City | Camp Nou, Barcelone                            |                                                |
| 20h45 CEST      | Messi 17e 61e 69e · Neymar 89e | (1 - 0) |                 | Spectateurs : 96 290 Arbitrage : Milorad Mažić | Spectateurs : 96 290 Arbitrage : Milorad Mažić |
| 20h45 CEST      | Rapport                        |         |                 | Spectateurs : 96 290 Arbitrage : Milorad Mažić | Spectateurs : 96 290 Arbitrage : Milorad Mažić |

| 4e journée                  | Borussia Mönchengladbach | 1 - 1   | Celtic Glasgow     | Borussia-Park, Mönchengladbach               |                                              |
| 1er novembre 2016 20h45 CET | Stindl 32e               | (1 - 0) | 76e (pen.) Dembélé | Spectateurs : 46 283 Arbitrage : Jorge Sousa | Spectateurs : 46 283 Arbitrage : Jorge Sousa |
| 1er novembre 2016 20h45 CET | Rapport                  |         |                    | Spectateurs : 46 283 Arbitrage : Jorge Sousa | Spectateurs : 46 283 Arbitrage : Jorge Sousa |

| 1er novembre 2016 | Manchester City                  | 3 - 1   | FC Barcelone | Etihad Stadium, Manchester                     |                                                |
| 20h45 CET         | Gündoğan 39e 74e · De Bruyne 51e | (1 - 1) | 21e Messi    | Spectateurs : 53 340 Arbitrage : Viktor Kassai | Spectateurs : 53 340 Arbitrage : Viktor Kassai |
| 20h45 CET         | Rapport                          |         |              | Spectateurs : 53 340 Arbitrage : Viktor Kassai | Spectateurs : 53 340 Arbitrage : Viktor Kassai |

| 5e journée                 | Celtic Glasgow | 0 - 2   | FC Barcelone  | Celtic Park, Glasgow                            |                                                 |
| 23 novembre 2016 20h45 CET |                | (0 - 1) | 24e 55e Messi | Spectateurs : 57 937 Arbitrage : Daniele Orsato | Spectateurs : 57 937 Arbitrage : Daniele Orsato |
| 23 novembre 2016 20h45 CET | Rapport        |         |               | Spectateurs : 57 937 Arbitrage : Daniele Orsato | Spectateurs : 57 937 Arbitrage : Daniele Orsato |

| 23 novembre 2016 | Borussia Mönchengladbach | 1 - 1   | Manchester City | Borussia-Park, Mönchengladbach                |                                               |
| 20h45 CET        | Raffael 23e              | (1 - 1) | 45+1e Silva     | Spectateurs : 45 921 Arbitrage : Cüneyt Çakır | Spectateurs : 45 921 Arbitrage : Cüneyt Çakır |
| 20h45 CET        | Rapport                  |         |                 | Spectateurs : 45 921 Arbitrage : Cüneyt Çakır | Spectateurs : 45 921 Arbitrage : Cüneyt Çakır |

| 6e journée                 | FC Barcelone                  | 4 - 0   | Borussia Mönchengladbach | Camp Nou, Barcelone                             |                                                 |
| 6 décembre 2016 20h45 CEST | Messi 16e · Turan 50e 53e 67e | (1 - 0) |                          | Spectateurs : 67 157 Arbitrage : Sergei Karasev | Spectateurs : 67 157 Arbitrage : Sergei Karasev |
| 6 décembre 2016 20h45 CEST | Rapport                       |         |                          | Spectateurs : 67 157 Arbitrage : Sergei Karasev | Spectateurs : 67 157 Arbitrage : Sergei Karasev |

| 6 décembre 2016 | Manchester City | 1 - 1   | Celtic Glasgow | Etihad Stadium, Manchester                     |                                                |
| 20h45 CEST      | Iheanacho 8e    | (1 - 1) | 4e Roberts     | Spectateurs : 51 297 Arbitrage : Slavko Vinčić | Spectateurs : 51 297 Arbitrage : Slavko Vinčić |
| 20h45 CEST      | Rapport         |         |                | Spectateurs : 51 297 Arbitrage : Slavko Vinčić | Spectateurs : 51 297 Arbitrage : Slavko Vinčić |

#### Groupe D
| Rang | Équipe          | Pts | J | G | N | P | Bp | Bc | Diff |  | Résultats (▼ dom., ► ext.) |     |     |     |     |
| ---- | --------------- | --- | - | - | - | - | -- | -- | ---- |  | -------------------------- | --- | --- | --- | --- |
| 1    | Atlético Madrid | 15  | 6 | 5 | 0 | 1 | 7  | 2  | +5   |  | Atlético Madrid            |     | 1-0 | 2-1 | 2-0 |
| 2    | Bayern Munich   | 12  | 6 | 4 | 0 | 2 | 14 | 6  | +8   |  | Bayern Munich              | 1-0 |     | 5-0 | 4-1 |
| 3    | FK Rostov       | 5   | 6 | 1 | 2 | 3 | 6  | 12 | -6   |  | FK Rostov                  | 0-1 | 3-2 |     | 2-2 |
| 4    | PSV Eindhoven   | 2   | 6 | 0 | 2 | 4 | 4  | 11 | -7   |  | PSV Eindhoven              | 0-1 | 1-2 | 0-0 |     |

| 1re journée                  | Bayern Munich                                                 | 5 - 0   | FK Rostov | Allianz Arena, Munich                           |                                                 |
| 13 septembre 2016 20h45 CEST | Lewandowski 28e · Müller 45+2e · Kimmich 53e 60e · Bernat 90e | (2 - 0) |           | Spectateurs : 70 000 Arbitrage : Anthony Taylor | Spectateurs : 70 000 Arbitrage : Anthony Taylor |
| 13 septembre 2016 20h45 CEST | Rapport                                                       |         |           | Spectateurs : 70 000 Arbitrage : Anthony Taylor | Spectateurs : 70 000 Arbitrage : Anthony Taylor |

| 13 septembre 2016 | PSV Eindhoven | 0 - 1   | Atlético Madrid | Philips Stadion, Eindhoven                       |                                                  |
| 20h45 CEST        |               | (0 - 1) | 43e Saúl        | Spectateurs : 33 989 Arbitrage : Martin Atkinson | Spectateurs : 33 989 Arbitrage : Martin Atkinson |
| 20h45 CEST        | Rapport       |         |                 | Spectateurs : 33 989 Arbitrage : Martin Atkinson | Spectateurs : 33 989 Arbitrage : Martin Atkinson |

| 2e journée                   | Atlético Madrid       | 1 - 0   | Bayern Munich | Stade Vicente Calderón, Madrid                    |                                                   |
| 28 septembre 2016 20h45 CEST | Ferreira Carrasco 35e | (1 - 0) |               | Spectateurs : 48 242 Arbitrage : Szymon Marciniak | Spectateurs : 48 242 Arbitrage : Szymon Marciniak |
| 28 septembre 2016 20h45 CEST | Rapport               |         |               | Spectateurs : 48 242 Arbitrage : Szymon Marciniak | Spectateurs : 48 242 Arbitrage : Szymon Marciniak |

| 28 septembre 2016 | FK Rostov    | 2 - 2   | PSV Eindhoven               | Olimp-2, Rostov-sur-le-Don                      |                                                 |
| 20h45 CEST        | Poloz 8e 37e | (2 - 2) | 14e Pröpper · 45+2e de Jong | Spectateurs : 12 646 Arbitrage : Clément Turpin | Spectateurs : 12 646 Arbitrage : Clément Turpin |
| 20h45 CEST        | Rapport      |         |                             | Spectateurs : 12 646 Arbitrage : Clément Turpin | Spectateurs : 12 646 Arbitrage : Clément Turpin |

| 3e journée                 | FK Rostov | 0 - 1   | Atlético Madrid       | Olimp-2, Rostov-sur-le-Don                      |                                                 |
| 19 octobre 2016 20h45 CEST |           | (0 - 0) | 62e Ferreira Carrasco | Spectateurs : 15 400 Arbitrage : Daniele Orsato | Spectateurs : 15 400 Arbitrage : Daniele Orsato |
| 19 octobre 2016 20h45 CEST | Rapport   |         |                       | Spectateurs : 15 400 Arbitrage : Daniele Orsato | Spectateurs : 15 400 Arbitrage : Daniele Orsato |

| 19 octobre 2016 | Bayern Munich                                           | 4 - 1   | PSV Eindhoven | Allianz Arena, Munich                           |                                                 |
| 20h45 CEST      | Müller 13e · Kimmich 21e · Lewandowski 59e · Robben 84e | (2 - 1) | 41e Narsingh  | Spectateurs : 70 000 Arbitrage : William Collum | Spectateurs : 70 000 Arbitrage : William Collum |
| 20h45 CEST      | Rapport                                                 |         |               | Spectateurs : 70 000 Arbitrage : William Collum | Spectateurs : 70 000 Arbitrage : William Collum |

| 4e journée                   | Atlético Madrid     | 2 - 1   | FK Rostov  | Stade Vicente Calderón, Madrid                  |                                                 |
| 1er novembre 2016 20h45 CEST | Griezmann 28e 90+3e | (1 - 1) | 30e Azmoun | Spectateurs : 40 392 Arbitrage : Craig Thompson | Spectateurs : 40 392 Arbitrage : Craig Thompson |
| 1er novembre 2016 20h45 CEST | Rapport             |         |            | Spectateurs : 40 392 Arbitrage : Craig Thompson | Spectateurs : 40 392 Arbitrage : Craig Thompson |

| 1er novembre 2016 | PSV Eindhoven | 1 - 2   | Bayern Munich              | Philips Stadion, Eindhoven                       |                                                  |
| 20h45 CEST        | Arias 14e     | (1 - 1) | 34e (pen.) 74e Lewandowski | Spectateurs : 35 000 Arbitrage : Gianluca Rocchi | Spectateurs : 35 000 Arbitrage : Gianluca Rocchi |
| 20h45 CEST        | Rapport       |         |                            | Spectateurs : 35 000 Arbitrage : Gianluca Rocchi | Spectateurs : 35 000 Arbitrage : Gianluca Rocchi |

| 5e journée                  | FK Rostov                                 | 3 - 2   | Bayern Munich          | Olimp-2, Rostov-sur-le-Don                         |                                                    |
| 23 novembre 2016 18h00 CEST | Azmoun 44e · Poloz 50e (pen.) · Noboa 67e | (1 - 1) | 35e Costa · 52e Bernat | Spectateurs : 15 211 Arbitrage : Artur Soares Dias | Spectateurs : 15 211 Arbitrage : Artur Soares Dias |
| 23 novembre 2016 18h00 CEST | Rapport                                   |         |                        | Spectateurs : 15 211 Arbitrage : Artur Soares Dias | Spectateurs : 15 211 Arbitrage : Artur Soares Dias |

| 23 novembre 2016 | Atlético Madrid             | 2 - 0   | PSV Eindhoven | Stade Vicente Calderón, Madrid                    |                                                   |
| 20h45 CEST       | Gameiro 55e · Griezmann 66e | (0 - 0) |               | Spectateurs : 37 891 Arbitrage : Aleksei Kulbakov | Spectateurs : 37 891 Arbitrage : Aleksei Kulbakov |
| 20h45 CEST       | Rapport                     |         |               | Spectateurs : 37 891 Arbitrage : Aleksei Kulbakov | Spectateurs : 37 891 Arbitrage : Aleksei Kulbakov |

| 6e journée                 | Bayern Munich   | 1 - 0   | Atlético Madrid | Allianz Arena, Munich                           |                                                 |
| 6 décembre 2016 20h45 CEST | Lewandowski 28e | (1 - 0) |                 | Spectateurs : 70 000 Arbitrage : Clément Turpin | Spectateurs : 70 000 Arbitrage : Clément Turpin |
| 6 décembre 2016 20h45 CEST | Rapport         |         |                 | Spectateurs : 70 000 Arbitrage : Clément Turpin | Spectateurs : 70 000 Arbitrage : Clément Turpin |

| 6 décembre 2016 | PSV Eindhoven | 0 - 0   | FK Rostov | Philips Stadion, Eindhoven                     |                                                |
| 20h45 CEST      |               | (0 - 0) |           | Spectateurs : 33 400 Arbitrage : Deniz Aytekin | Spectateurs : 33 400 Arbitrage : Deniz Aytekin |
| 20h45 CEST      | Rapport       |         |           | Spectateurs : 33 400 Arbitrage : Deniz Aytekin | Spectateurs : 33 400 Arbitrage : Deniz Aytekin |

#### Groupe E
| Rang | Équipe            | Pts | J | G | N | P | Bp | Bc | Diff |  | Résultats (▼ dom., ► ext.) |     |     |     |     |
| ---- | ----------------- | --- | - | - | - | - | -- | -- | ---- |  | -------------------------- | --- | --- | --- | --- |
| 1    | AS Monaco         | 11  | 6 | 3 | 2 | 1 | 9  | 7  | +2   |  | AS Monaco                  |     | 1-1 | 2-1 | 3-0 |
| 2    | Bayer Leverkusen  | 10  | 6 | 2 | 4 | 0 | 8  | 4  | +4   |  | Bayer Leverkusen           | 3-0 |     | 0-0 | 2-2 |
| 3    | Tottenham Hotspur | 7   | 6 | 2 | 1 | 3 | 6  | 6  | 0    |  | Tottenham Hotspur          | 1-2 | 0-1 |     | 3-1 |
| 4    | CSKA Moscou       | 3   | 6 | 0 | 3 | 3 | 5  | 11 | -6   |  | CSKA Moscou                | 1-1 | 1-1 | 0-1 |     |

| 1re journée                  | Bayer Leverkusen             | 2 - 2   | CSKA Moscou                | BayArena, Leverkusen                            |                                                 |
| 14 septembre 2016 20h45 CEST | Mehmmedi 9e · Çalhanoğlu 15e | (2 - 2) | 36e Dzagoev · 38e Eremenko | Spectateurs : 23 459 Arbitrage : Daniele Orsato | Spectateurs : 23 459 Arbitrage : Daniele Orsato |
| 14 septembre 2016 20h45 CEST | Rapport                      |         |                            | Spectateurs : 23 459 Arbitrage : Daniele Orsato | Spectateurs : 23 459 Arbitrage : Daniele Orsato |

| 14 septembre 2016 | Tottenham Hotspur | 1 - 2   | AS Monaco             | Stade de Wembley, Londres                        |                                                  |
| 20h45 CEST        | Alderweireld 45e  | (1 - 2) | 15e Silva · 31e Lemar | Spectateurs : 85 011 Arbitrage : Gianluca Rocchi | Spectateurs : 85 011 Arbitrage : Gianluca Rocchi |
| 20h45 CEST        | Rapport           |         |                       | Spectateurs : 85 011 Arbitrage : Gianluca Rocchi | Spectateurs : 85 011 Arbitrage : Gianluca Rocchi |

| 2e journée                   | AS Monaco  | 1 - 1   | Bayer Leverkusen | Stade Louis-II, Monaco                                   |                                                          |
| 27 septembre 2016 20h45 CEST | Glik 90+4e | (0 - 0) | 73e Chicharito   | Spectateurs : 8 100 Arbitrage : David Fernández Borbalán | Spectateurs : 8 100 Arbitrage : David Fernández Borbalán |
| 27 septembre 2016 20h45 CEST | Rapport    |         |                  | Spectateurs : 8 100 Arbitrage : David Fernández Borbalán | Spectateurs : 8 100 Arbitrage : David Fernández Borbalán |

| 27 septembre 2016 | CSKA Moscou | 0 - 1   | Tottenham Hotspur | Arena CSKA, Moscou                                   |                                                      |
| 20h45 CEST        |             | (0 - 0) | 71e Son           | Spectateurs : 26 153 Arbitrage : Antonio Mateu Lahoz | Spectateurs : 26 153 Arbitrage : Antonio Mateu Lahoz |
| 20h45 CEST        | Rapport     |         |                   | Spectateurs : 26 153 Arbitrage : Antonio Mateu Lahoz | Spectateurs : 26 153 Arbitrage : Antonio Mateu Lahoz |

| 3e journée                 | CSKA Moscou | 1 - 1   | AS Monaco | Arena CSKA, Moscou                                    |                                                       |
| 18 octobre 2016 20h45 CEST | Traoré 34e  | (1 - 0) | 87e Silva | Spectateurs : 24 125 Arbitrage : Martin Strömbergsson | Spectateurs : 24 125 Arbitrage : Martin Strömbergsson |
| 18 octobre 2016 20h45 CEST | Rapport     |         |           | Spectateurs : 24 125 Arbitrage : Martin Strömbergsson | Spectateurs : 24 125 Arbitrage : Martin Strömbergsson |

| 18 octobre 2016 | Bayer Leverkusen | 0 - 0   | Tottenham Hotspur | BayArena, Leverkusen                          |                                               |
| 20h45 CEST      |                  | (0 - 0) |                   | Spectateurs : 28 887 Arbitrage : Cüneyt Çakır | Spectateurs : 28 887 Arbitrage : Cüneyt Çakır |
| 20h45 CEST      | Rapport          |         |                   | Spectateurs : 28 887 Arbitrage : Cüneyt Çakır | Spectateurs : 28 887 Arbitrage : Cüneyt Çakır |

| 4e journée                | AS Monaco                    | 3 - 0   | CSKA Moscou | Stade Louis-II, Monaco                     |                                            |
| 2 novembre 2016 20h45 CET | Germain 13e · Falcao 29e 41e | (3 - 0) |             | Spectateurs : 10 029 Arbitrage : Matej Jug | Spectateurs : 10 029 Arbitrage : Matej Jug |
| 2 novembre 2016 20h45 CET | Rapport                      |         |             | Spectateurs : 10 029 Arbitrage : Matej Jug | Spectateurs : 10 029 Arbitrage : Matej Jug |

| 2 novembre 2016 | Tottenham Hotspur | 0 - 1   | Bayer Leverkusen | Stade de Wembley, Londres                       |                                                 |
| 20h45 CET       |                   | (0 - 0) | 65e Kampl        | Spectateurs : 85 512 Arbitrage : Jonas Eriksson | Spectateurs : 85 512 Arbitrage : Jonas Eriksson |
| 20h45 CET       | Rapport           |         |                  | Spectateurs : 85 512 Arbitrage : Jonas Eriksson | Spectateurs : 85 512 Arbitrage : Jonas Eriksson |

| 5e journée                 | CSKA Moscou       | 1 - 1   | Bayer Leverkusen | Arena CSKA, Moscou                                        |                                                           |
| 22 novembre 2016 18h00 CET | Natkho 76e (pen.) | (0 - 1) | 16e Volland      | Spectateurs : 19 164 Arbitrage : Alberto Undiano Mallenco | Spectateurs : 19 164 Arbitrage : Alberto Undiano Mallenco |
| 22 novembre 2016 18h00 CET | Rapport           |         |                  | Spectateurs : 19 164 Arbitrage : Alberto Undiano Mallenco | Spectateurs : 19 164 Arbitrage : Alberto Undiano Mallenco |

| 22 novembre 2016 | AS Monaco              | 2 - 1   | Tottenham Hotspur | Stade Louis-II, Monaco                         |                                                |
| 20h45 CET        | Sidibé 48e · Lemar 53e | (0 - 0) | 52e (pen.) Kane   | Spectateurs : 13 100 Arbitrage : Björn Kuipers | Spectateurs : 13 100 Arbitrage : Björn Kuipers |
| 20h45 CET        | Rapport                |         |                   | Spectateurs : 13 100 Arbitrage : Björn Kuipers | Spectateurs : 13 100 Arbitrage : Björn Kuipers |

| 6e journée                | Bayer Leverkusen                                  | 3 - 0   | AS Monaco | BayArena, Leverkusen                               |                                                    |
| 7 décembre 2016 20h45 CET | Yurchenko 30e · Brandt 48e · De Sanctis 82e (csc) | (1 - 0) |           | Spectateurs : 21 928 Arbitrage : Gediminas Mažeika | Spectateurs : 21 928 Arbitrage : Gediminas Mažeika |
| 7 décembre 2016 20h45 CET | Rapport                                           |         |           | Spectateurs : 21 928 Arbitrage : Gediminas Mažeika | Spectateurs : 21 928 Arbitrage : Gediminas Mažeika |

| 7 décembre 2016 | Tottenham Hotspur                          | 3 - 1   | CSKA Moscou | Stade de Wembley, Londres                       |                                                 |
| 20h45 CET       | Alli 38e · Kane 45+1e · Akinfeev 77e (csc) | (2 - 1) | 33e Dzagoev | Spectateurs : 62 034 Arbitrage : Nicola Rizzoli | Spectateurs : 62 034 Arbitrage : Nicola Rizzoli |
| 20h45 CET       | Rapport                                    |         |             | Spectateurs : 62 034 Arbitrage : Nicola Rizzoli | Spectateurs : 62 034 Arbitrage : Nicola Rizzoli |

#### Groupe F
| Rang | Équipe            | Pts | J | G | N | P | Bp | Bc | Diff |  | Résultats (▼ dom., ► ext.) |     |     |     |     |
| ---- | ----------------- | --- | - | - | - | - | -- | -- | ---- |  | -------------------------- | --- | --- | --- | --- |
| 1    | Borussia Dortmund | 14  | 6 | 4 | 2 | 0 | 21 | 9  | +12  |  | Borussia Dortmund          |     | 2-2 | 8-4 | 1-0 |
| 2    | Real Madrid       | 12  | 6 | 3 | 3 | 0 | 16 | 10 | +6   |  | Real Madrid                | 2-2 |     | 5-1 | 2-1 |
| 3    | Legia Varsovie    | 4   | 6 | 1 | 1 | 4 | 9  | 24 | -15  |  | Legia Varsovie             | 0-6 | 3-3 |     | 1-0 |
| 4    | Sporting CP       | 3   | 6 | 1 | 0 | 5 | 5  | 8  | -3   |  | Sporting CP                | 1-2 | 1-2 | 2-0 |     |

| 1re journée                  | Real Madrid                | 2 - 1   | Sporting CP | Stade Santiago Bernabéu, Madrid                    |                                                    |
| 14 septembre 2016 20h45 CEST | Ronaldo 89e · Morata 90+5e | (0 - 0) | 48e César   | Spectateurs : 72 179 Arbitrage : Paolo Tagliavento | Spectateurs : 72 179 Arbitrage : Paolo Tagliavento |
| 14 septembre 2016 20h45 CEST | Rapport                    |         |             | Spectateurs : 72 179 Arbitrage : Paolo Tagliavento | Spectateurs : 72 179 Arbitrage : Paolo Tagliavento |

| 14 septembre 2016 | Legia Varsovie | 0 - 6   | Borussia Dortmund                                                                          | Stade du maréchal Józef Piłsudski, Varsovie     |                                                 |
| 20h45 CEST        |                | (0 - 3) | 7e Götze · 15e Papastathopoulos · 17e Bartra · 53e Guerreiro · 76e Castro · 87e Aubameyang | Spectateurs : 27 304 Arbitrage : Sergei Karasev | Spectateurs : 27 304 Arbitrage : Sergei Karasev |
| 20h45 CEST        | Rapport        |         |                                                                                            | Spectateurs : 27 304 Arbitrage : Sergei Karasev | Spectateurs : 27 304 Arbitrage : Sergei Karasev |

| 2e journée                   | Borussia Dortmund             | 2 - 2   | Real Madrid              | Signal Iduna Park, Dortmund                       |                                                   |
| 27 septembre 2016 20h45 CEST | Aubameyang 43e · Schürrle 87e | (1 - 1) | 17e Ronaldo · 68e Varane | Spectateurs : 65 849 Arbitrage : Mark Clattenburg | Spectateurs : 65 849 Arbitrage : Mark Clattenburg |
| 27 septembre 2016 20h45 CEST | Rapport                       |         |                          | Spectateurs : 65 849 Arbitrage : Mark Clattenburg | Spectateurs : 65 849 Arbitrage : Mark Clattenburg |

| 27 septembre 2016 | Sporting CP         | 2 - 0   | Legia Varsovie | Estádio José Alvalade XXI, Lisbonne             |                                                 |
| 20h45 CEST        | Ruiz 28e · Dost 37e | (2 - 0) |                | Spectateurs : 40 094 Arbitrage : Michael Oliver | Spectateurs : 40 094 Arbitrage : Michael Oliver |
| 20h45 CEST        | Rapport             |         |                | Spectateurs : 40 094 Arbitrage : Michael Oliver | Spectateurs : 40 094 Arbitrage : Michael Oliver |

| 3e journée                 | Sporting CP | 1 - 2   | Borussia Dortmund         | Estádio José Alvalade XXI, Lisbonne            |                                                |
| 18 octobre 2016 20h45 CEST | César 67e   | (0 - 2) | 9e Aubameyang · 43e Weigl | Spectateurs : 46 609 Arbitrage : Damir Skomina | Spectateurs : 46 609 Arbitrage : Damir Skomina |
| 18 octobre 2016 20h45 CEST | Rapport     |         |                           | Spectateurs : 46 609 Arbitrage : Damir Skomina | Spectateurs : 46 609 Arbitrage : Damir Skomina |

| 18 octobre 2016 | Real Madrid                                                             | 5 - 1   | Legia Varsovie     | Stade Santiago Bernabéu, Madrid               |                                               |
| 20h45 CEST      | Bale 16e · Jodłowiec 20e (csc) · Asensio 37e · Vázquez 68e · Morata 84e | (3 - 1) | 22e (pen.) Radović | Spectateurs : 70 251 Arbitrage : Ruddy Buquet | Spectateurs : 70 251 Arbitrage : Ruddy Buquet |
| 20h45 CEST      | Rapport                                                                 |         |                    | Spectateurs : 70 251 Arbitrage : Ruddy Buquet | Spectateurs : 70 251 Arbitrage : Ruddy Buquet |

| 4e journée                 | Borussia Dortmund | 1 - 0   | Sporting CP | Signal Iduna Park, Dortmund                     |                                                 |
| 2 novembre 2016 20h45 CEST | Ramos 12e         | (1 - 0) |             | Spectateurs : 65 849 Arbitrage : Danny Makkelie | Spectateurs : 65 849 Arbitrage : Danny Makkelie |
| 2 novembre 2016 20h45 CEST | Rapport           |         |             | Spectateurs : 65 849 Arbitrage : Danny Makkelie | Spectateurs : 65 849 Arbitrage : Danny Makkelie |

| 2 novembre 2016 | Legia Varsovie                              | 3 - 3   | Real Madrid                          | Stade du maréchal Józef Piłsudski, Varsovie |                                            |
| 20h45 CEST      | Odjidja-Ofoe 40e · Radović 58e · Moulin 83e | (1 - 2) | 1re Bale · 35e Benzema · 85e Kovačić | Spectateurs : 0 Arbitrage : Pavel Královec  | Spectateurs : 0 Arbitrage : Pavel Královec |
| 20h45 CEST      | Rapport                                     |         |                                      | Spectateurs : 0 Arbitrage : Pavel Královec  | Spectateurs : 0 Arbitrage : Pavel Královec |

| 5e journée                  | Sporting CP      | 1 - 2   | Real Madrid              | Estádio José Alvalade XXI, Lisbonne             |                                                 |
| 22 novembre 2016 20h45 CEST | Silva 80e (pen.) | (0 - 1) | 29e Varane · 87e Benzema | Spectateurs : 50 046 Arbitrage : William Collum | Spectateurs : 50 046 Arbitrage : William Collum |
| 22 novembre 2016 20h45 CEST | Rapport          |         |                          | Spectateurs : 50 046 Arbitrage : William Collum | Spectateurs : 50 046 Arbitrage : William Collum |

| 22 novembre 2016 | Borussia Dortmund                                                            | 8 - 4   | Legia Varsovie                                  | Signal Iduna Park, Dortmund                           |                                                       |
| 20h45 CEST       | Kagawa 17e 18e · Şahin 20e · Dembélé 29e · Reus 32e 52e 90+2e · Passlack 81e | (5 - 2) | 10e 24e Prijović · 57e Kucharczyk · 83e Nikolić | Spectateurs : 55 094 Arbitrage : Martin Strömbergsson | Spectateurs : 55 094 Arbitrage : Martin Strömbergsson |
| 20h45 CEST       | Rapport                                                                      |         |                                                 | Spectateurs : 55 094 Arbitrage : Martin Strömbergsson | Spectateurs : 55 094 Arbitrage : Martin Strömbergsson |

| 6e journée                 | Real Madrid     | 2 - 2   | Borussia Dortmund         | Stade Santiago Bernabéu, Madrid                   |                                                   |
| 7 décembre 2016 20h45 CEST | Benzema 28e 53e | (1 - 0) | 60e Aubameyang · 88e Reus | Spectateurs : 76 894 Arbitrage : Szymon Marciniak | Spectateurs : 76 894 Arbitrage : Szymon Marciniak |
| 7 décembre 2016 20h45 CEST | Rapport         |         |                           | Spectateurs : 76 894 Arbitrage : Szymon Marciniak | Spectateurs : 76 894 Arbitrage : Szymon Marciniak |

| 7 décembre 2016 | Legia Varsovie | 1 - 0   | Sporting CP | Stade du maréchal Józef Piłsudski, Varsovie      |                                                  |
| 20h45 CEST      | Guilherme 30e  | (1 - 0) |             | Spectateurs : 28 232 Arbitrage : Gianluca Rocchi | Spectateurs : 28 232 Arbitrage : Gianluca Rocchi |
| 20h45 CEST      | Rapport        |         |             | Spectateurs : 28 232 Arbitrage : Gianluca Rocchi | Spectateurs : 28 232 Arbitrage : Gianluca Rocchi |

#### Groupe G
| Rang | Équipe         | Pts | J | G | N | P | Bp | Bc | Diff |  | Résultats (▼ dom., ► ext.) |     |     |     |     |
| ---- | -------------- | --- | - | - | - | - | -- | -- | ---- |  | -------------------------- | --- | --- | --- | --- |
| 1    | Leicester City | 13  | 6 | 4 | 1 | 1 | 7  | 6  | +1   |  | Leicester City             |     | 1-0 | 1-0 | 2-1 |
| 2    | FC Porto       | 11  | 6 | 3 | 2 | 1 | 9  | 3  | +6   |  | FC Porto                   | 5-0 |     | 1-1 | 1-0 |
| 3    | FC Copenhague  | 9   | 6 | 2 | 3 | 1 | 7  | 2  | +5   |  | FC Copenhague              | 0-0 | 0-0 |     | 4-0 |
| 4    | Club Bruges    | 0   | 6 | 0 | 0 | 6 | 2  | 14 | -12  |  | Club Bruges                | 0-3 | 1-2 | 0-2 |     |

| 1re journée                  | Club Bruges | 0 - 3   | Leicester City                        | Stade Jan-Breydel, Bruges                           |                                                     |
| 14 septembre 2016 20h45 CEST |             | (0 - 2) | 5e Albrighton · 29e 61e (pen.) Mahrez | Spectateurs : 20 970 Arbitrage : Tasos Sidiropoulos | Spectateurs : 20 970 Arbitrage : Tasos Sidiropoulos |
| 14 septembre 2016 20h45 CEST | Rapport     |         |                                       | Spectateurs : 20 970 Arbitrage : Tasos Sidiropoulos | Spectateurs : 20 970 Arbitrage : Tasos Sidiropoulos |

| 14 septembre 2016 | FC Porto   | 1 - 1   | FC Copenhague | Estádio do Dragão, Porto                   |                                            |
| 20h45 CEST        | Otávio 13e | (1 - 0) | 52e Cornelius | Spectateurs : 34 325 Arbitrage : Matej Jug | Spectateurs : 34 325 Arbitrage : Matej Jug |
| 20h45 CEST        | Rapport    |         |               | Spectateurs : 34 325 Arbitrage : Matej Jug | Spectateurs : 34 325 Arbitrage : Matej Jug |

| 2e journée                   | FC Copenhague                                                     | 4 - 0   | Club Bruges | Parken Stadium, Copenhague                     |                                                |
| 27 septembre 2016 20h45 CEST | Denswil 54e (csc) · Delaney 64e · Santander 69e · Jørgensen 90+2e | (0 - 0) |             | Spectateurs : 25 605 Arbitrage : Craig Thomson | Spectateurs : 25 605 Arbitrage : Craig Thomson |
| 27 septembre 2016 20h45 CEST | Rapport                                                           |         |             | Spectateurs : 25 605 Arbitrage : Craig Thomson | Spectateurs : 25 605 Arbitrage : Craig Thomson |

| 27 septembre 2016 | Leicester City | 1 - 0   | FC Porto | King Power Stadium, Leicester                 |                                               |
| 20h45 CEST        | Slimani 25e    | (1 - 0) |          | Spectateurs : 31 805 Arbitrage : Cüneyt Çakır | Spectateurs : 31 805 Arbitrage : Cüneyt Çakır |
| 20h45 CEST        | Rapport        |         |          | Spectateurs : 31 805 Arbitrage : Cüneyt Çakır | Spectateurs : 31 805 Arbitrage : Cüneyt Çakır |

| 3e journée                 | Leicester City | 1 - 0   | FC Copenhague | King Power Stadium, Leicester                   |                                                 |
| 18 octobre 2016 20h45 CEST | Mahrez 40e     | (1 - 0) |               | Spectateurs : 31 037 Arbitrage : Nicola Rizzoli | Spectateurs : 31 037 Arbitrage : Nicola Rizzoli |
| 18 octobre 2016 20h45 CEST | Rapport        |         |               | Spectateurs : 31 037 Arbitrage : Nicola Rizzoli | Spectateurs : 31 037 Arbitrage : Nicola Rizzoli |

| 18 octobre 2016 | Club Bruges | 1 - 2   | FC Porto                       | Stade Jan-Breydel, Bruges                          |                                                    |
| 20h45 CEST      | Vossen 12e  | (1 - 0) | 68e Layún · 90+3e (pen.) Silva | Spectateurs : 23 372 Arbitrage : Paolo Tagliavento | Spectateurs : 23 372 Arbitrage : Paolo Tagliavento |
| 20h45 CEST      | Rapport     |         |                                | Spectateurs : 23 372 Arbitrage : Paolo Tagliavento | Spectateurs : 23 372 Arbitrage : Paolo Tagliavento |

| 4e journée                 | FC Copenhague | 0 - 0   | Leicester City | Parken Stadium, Copenhague                   |                                              |
| 2 novembre 2016 20h45 CEST |               | (0 - 0) |                | Spectateurs : 34 146 Arbitrage : Felix Brych | Spectateurs : 34 146 Arbitrage : Felix Brych |
| 2 novembre 2016 20h45 CEST | Rapport       |         |                | Spectateurs : 34 146 Arbitrage : Felix Brych | Spectateurs : 34 146 Arbitrage : Felix Brych |

| 2 novembre 2016 | FC Porto  | 1 - 0   | Club Bruges | Estádio do Dragão, Porto                                  |                                                           |
| 20h45 CEST      | Silva 37e | (1 - 0) |             | Spectateurs : 32 310 Arbitrage : Alberto Undiano Mallenco | Spectateurs : 32 310 Arbitrage : Alberto Undiano Mallenco |
| 20h45 CEST      | Rapport   |         |             | Spectateurs : 32 310 Arbitrage : Alberto Undiano Mallenco | Spectateurs : 32 310 Arbitrage : Alberto Undiano Mallenco |

| 5e journée                  | Leicester City                 | 2 - 1   | Club Bruges   | King Power Stadium, Leicester                 |                                               |
| 22 novembre 2016 20h45 CEST | Okazaki 5e · Mahrez 30e (pen.) | (2 - 0) | 52e Izquierdo | Spectateurs : 31 443 Arbitrage : Ruddy Buquet | Spectateurs : 31 443 Arbitrage : Ruddy Buquet |
| 22 novembre 2016 20h45 CEST | Rapport                        |         |               | Spectateurs : 31 443 Arbitrage : Ruddy Buquet | Spectateurs : 31 443 Arbitrage : Ruddy Buquet |

| 22 novembre 2016 | FC Copenhague | 0 - 0   | FC Porto | Parken Stadium, Copenhague                     |                                                |
| 20h45 CEST       |               | (0 - 0) |          | Spectateurs : 32 036 Arbitrage : Milorad Mažić | Spectateurs : 32 036 Arbitrage : Milorad Mažić |
| 20h45 CEST       | Rapport       |         |          | Spectateurs : 32 036 Arbitrage : Milorad Mažić | Spectateurs : 32 036 Arbitrage : Milorad Mažić |

| 6e journée                 | Club Bruges | 0 - 2   | FC Copenhague                    | Stade Jan-Breydel, Bruges                       |                                                 |
| 7 décembre 2016 20h45 CEST |             | (0 - 2) | 8e (csc) Mechele · 15e Jørgensen | Spectateurs : 18 981 Arbitrage : Michael Oliver | Spectateurs : 18 981 Arbitrage : Michael Oliver |
| 7 décembre 2016 20h45 CEST | Rapport     |         |                                  | Spectateurs : 18 981 Arbitrage : Michael Oliver | Spectateurs : 18 981 Arbitrage : Michael Oliver |

| 7 décembre 2016 | FC Porto                                           | 5 - 0   | Leicester City | Estádio do Dragão, Porto                      |                                               |
| 20h45 CEST      | Silva 6e 64e · Corona 26e · Brahimi 44e · Jota 77e | (3 - 0) |                | Spectateurs : 39 310 Arbitrage : Felix Zwayer | Spectateurs : 39 310 Arbitrage : Felix Zwayer |
| 20h45 CEST      | Rapport                                            |         |                | Spectateurs : 39 310 Arbitrage : Felix Zwayer | Spectateurs : 39 310 Arbitrage : Felix Zwayer |

#### Groupe H
| Rang | Équipe             | Pts | J | G | N | P | Bp | Bc | Diff |  | Résultats (▼ dom., ► ext.) |     |     |     |     |
| ---- | ------------------ | --- | - | - | - | - | -- | -- | ---- |  | -------------------------- | --- | --- | --- | --- |
| 1    | Juventus FC        | 14  | 6 | 4 | 2 | 0 | 11 | 2  | +9   |  | Juventus FC                |     | 0-0 | 1-1 | 2-0 |
| 2    | Séville FC         | 11  | 6 | 3 | 2 | 1 | 7  | 3  | +4   |  | Séville FC                 | 1-3 |     | 1-0 | 4-0 |
| 3    | Olympique lyonnais | 8   | 6 | 2 | 2 | 2 | 5  | 3  | +2   |  | Olympique lyonnais         | 0-1 | 0-0 |     | 3-0 |
| 4    | Dinamo Zagreb      | 0   | 6 | 0 | 0 | 6 | 0  | 15 | -15  |  | Dinamo Zagreb              | 0-4 | 0-1 | 0-1 |     |

| 1re journée                  | Olympique lyonnais                   | 3 - 0   | Dinamo Zagreb | Parc Olympique lyonnais, Décines-Charpieu             |                                                       |
| 14 septembre 2016 20h45 CEST | Tolisso 13e · Ferri 49e · Cornet 57e | (1 - 0) |               | Spectateurs : 43 754 Arbitrage : Martin Strömbergsson | Spectateurs : 43 754 Arbitrage : Martin Strömbergsson |
| 14 septembre 2016 20h45 CEST | Rapport                              |         |               | Spectateurs : 43 754 Arbitrage : Martin Strömbergsson | Spectateurs : 43 754 Arbitrage : Martin Strömbergsson |

| 14 septembre 2016 | Juventus FC | 0 - 0   | Séville FC | Juventus Stadium, Turin                        |                                                |
| 20h45 CEST        |             | (0 - 0) |            | Spectateurs : 33 261 Arbitrage : Deniz Aytekin | Spectateurs : 33 261 Arbitrage : Deniz Aytekin |
| 20h45 CEST        | Rapport     |         |            | Spectateurs : 33 261 Arbitrage : Deniz Aytekin | Spectateurs : 33 261 Arbitrage : Deniz Aytekin |

| 2e journée                   | Séville FC     | 1 - 0   | Olympique lyonnais | Stade Ramón-Sánchez-Pizjuán, Séville         |                                              |
| 27 septembre 2016 20h45 CEST | Ben Yedder 53e | (0 - 0) |                    | Spectateurs : 36 741 Arbitrage : Bas Nijhuis | Spectateurs : 36 741 Arbitrage : Bas Nijhuis |
| 27 septembre 2016 20h45 CEST | Rapport        |         |                    | Spectateurs : 36 741 Arbitrage : Bas Nijhuis | Spectateurs : 36 741 Arbitrage : Bas Nijhuis |

| 27 septembre 2016 | Dinamo Zagreb | 0 - 4   | Juventus FC                                              | Stade Maksimir, Zagreb                       |                                              |
| 20h45 CEST        |               | (0 - 2) | 24e Pjanić · 31e Higuaín · 57e Dybala · 85e (csc) Šemper | Spectateurs : 23 875 Arbitrage : Jorge Sousa | Spectateurs : 23 875 Arbitrage : Jorge Sousa |
| 20h45 CEST        | Rapport       |         |                                                          | Spectateurs : 23 875 Arbitrage : Jorge Sousa | Spectateurs : 23 875 Arbitrage : Jorge Sousa |

| 3e journée                 | Dinamo Zagreb | 0 - 1   | Séville FC | Stade Maksimir, Zagreb                         |                                                |
| 18 octobre 2016 20h45 CEST |               | (0 - 1) | 37e Nasri  | Spectateurs : 6 021 Arbitrage : Michael Oliver | Spectateurs : 6 021 Arbitrage : Michael Oliver |
| 18 octobre 2016 20h45 CEST | Rapport       |         |            | Spectateurs : 6 021 Arbitrage : Michael Oliver | Spectateurs : 6 021 Arbitrage : Michael Oliver |

| 18 octobre 2016 | Olympique lyonnais | 0 - 1   | Juventus FC  | Parc Olympique lyonnais, Décines-Charpieu         |                                                   |
| 20h45 CEST      |                    | (0 - 0) | 76e Cuadrado | Spectateurs : 53 907 Arbitrage : Szymon Marciniak | Spectateurs : 53 907 Arbitrage : Szymon Marciniak |
| 20h45 CEST      | Rapport            |         |              | Spectateurs : 53 907 Arbitrage : Szymon Marciniak | Spectateurs : 53 907 Arbitrage : Szymon Marciniak |

| 4e journée                | Séville FC                                              | 4 - 0   | Dinamo Zagreb | Stade Ramón-Sánchez-Pizjuán, Séville          |                                               |
| 2 novembre 2016 20h45 CET | Vietto 31e · Escudero 66e · Nzonzi 80e · Ben Yedder 87e | (1 - 0) |               | Spectateurs : 35 215 Arbitrage : Felix Zwayer | Spectateurs : 35 215 Arbitrage : Felix Zwayer |
| 2 novembre 2016 20h45 CET | Rapport                                                 |         |               | Spectateurs : 35 215 Arbitrage : Felix Zwayer | Spectateurs : 35 215 Arbitrage : Felix Zwayer |

| 2 novembre 2016 | Juventus FC        | 1 - 1   | Olympique lyonnais | Juventus Stadium, Turin                        |                                                |
| 20h45 CET       | Higuaín 13e (pen.) | (1 - 0) | 85e Tolisso        | Spectateurs : 40 356 Arbitrage : Björn Kuipers | Spectateurs : 40 356 Arbitrage : Björn Kuipers |
| 20h45 CET       | Rapport            |         |                    | Spectateurs : 40 356 Arbitrage : Björn Kuipers | Spectateurs : 40 356 Arbitrage : Björn Kuipers |

| 5e journée                 | Dinamo Zagreb | 0 - 1   | Olympique lyonnais | Stade Maksimir, Zagreb                         |                                                |
| 22 novembre 2016 20h45 CET |               | (0 - 0) | 72e Lacazette      | Spectateurs : 7 834 Arbitrage : Pavel Královec | Spectateurs : 7 834 Arbitrage : Pavel Královec |
| 22 novembre 2016 20h45 CET | Rapport       |         |                    | Spectateurs : 7 834 Arbitrage : Pavel Královec | Spectateurs : 7 834 Arbitrage : Pavel Královec |

| 22 novembre 2016 | Séville FC | 1 - 3   | Juventus FC                                            | Stade Ramón-Sánchez-Pizjuán, Séville              |                                                   |
| 20h45 CET        | Pareja 9e  | (1 - 1) | 45+2e (pen.) Marchisio · 84e Bonucci · 90+4e Mandžukić | Spectateurs : 38 942 Arbitrage : Mark Clattenburg | Spectateurs : 38 942 Arbitrage : Mark Clattenburg |
| 20h45 CET        | Rapport    |         |                                                        | Spectateurs : 38 942 Arbitrage : Mark Clattenburg | Spectateurs : 38 942 Arbitrage : Mark Clattenburg |

| 6e journée                | Olympique lyonnais | 0 - 0   | Séville FC | Parc Olympique lyonnais, Décines-Charpieu       |                                                 |
| 7 décembre 2016 20h45 CET |                    | (0 - 0) |            | Spectateurs : 52 423 Arbitrage : Jonas Eriksson | Spectateurs : 52 423 Arbitrage : Jonas Eriksson |
| 7 décembre 2016 20h45 CET | Rapport            |         |            | Spectateurs : 52 423 Arbitrage : Jonas Eriksson | Spectateurs : 52 423 Arbitrage : Jonas Eriksson |

| 7 décembre 2016 | Juventus FC              | 2 - 0   | Dinamo Zagreb | Juventus Stadium, Turin                         |                                                 |
| 20h45 CET       | Higuaín 52e · Rugani 73e | (0 - 0) |               | Spectateurs : 39 380 Arbitrage : Anthony Taylor | Spectateurs : 39 380 Arbitrage : Anthony Taylor |
| 20h45 CET       | Rapport                  |         |               | Spectateurs : 39 380 Arbitrage : Anthony Taylor | Spectateurs : 39 380 Arbitrage : Anthony Taylor |

## Phase à élimination directe
La phase à élimination directe de la Ligue des champions 2016-2017 se déroule du 14 février au 3 juin 2017. Un total de seize équipes prennent part à cette phase. L'horaire habituel de coup d'envoi est 20h45 CEST/CET, sous réserve de changements dans certains cas.
Jusqu'au 25 mars 2017 (huitièmes de finale), les horaires sont en CET (UTC+1), elles passent ensuite en CEST (UTC+2) pour le reste de la compétition.

### Huitièmes de finale
Le tirage au sort des huitièmes de finale a lieu le 12 décembre 2016. Les matchs aller se jouent les 14, 15, 21 et 22 février, et les matchs retour les 7, 8, 14 et 15 mars 2017.
| Équipe              | Aller | Total  | Retour | Équipe            |
| ------------------- | ----- | ------ | ------ | ----------------- |
| Manchester City     | 5 – 3 | 6 – 6E | 1 – 3  | AS Monaco         |
| Real Madrid         | 3 – 1 | 6 – 2  | 3 – 1  | SSC Naples        |
| Benfica Lisbonne    | 1 – 0 | 1 – 4  | 0 – 4  | Borussia Dortmund |
| Bayern Munich       | 5 – 1 | 10 – 2 | 5 – 1  | Arsenal FC        |
| FC Porto            | 0 – 2 | 0 – 3  | 0 – 1  | Juventus FC       |
| Bayer Leverkusen    | 2 – 4 | 2 – 4  | 0 – 0  | Atlético Madrid   |
| Paris Saint-Germain | 4 – 0 | 5 – 6  | 1 – 6  | FC Barcelone      |
| Séville FC          | 2 – 1 | 2 – 3  | 0 – 2  | Leicester City    |

| 21 février 2017 | Manchester City                                       | 5 - 3   | AS Monaco                   | Etihad Stadium, Manchester                           |                                                      |
| 20h45 CET       | Sterling 26e · Agüero 58e 71e · Stones 77e · Sané 82e | (1 - 2) | 32e 61e Falcao · 40e Mbappé | Spectateurs : 53 351 Arbitrage : Antonio Mateu Lahoz | Spectateurs : 53 351 Arbitrage : Antonio Mateu Lahoz |
| 20h45 CET       | Rapport                                               |         |                             | Spectateurs : 53 351 Arbitrage : Antonio Mateu Lahoz | Spectateurs : 53 351 Arbitrage : Antonio Mateu Lahoz |

| 15 mars 2017 | AS Monaco                              | 3 - 1   | Manchester City | Stade Louis-II, Monaco                           |                                                  |
| 20h45 CET    | Mbappé 8e · Fabinho 29e · Bakayoko 77e | (2 - 0) | 71e Sané        | Spectateurs : 15 700 Arbitrage : Gianluca Rocchi | Spectateurs : 15 700 Arbitrage : Gianluca Rocchi |
| 20h45 CET    | Rapport                                |         |                 | Spectateurs : 15 700 Arbitrage : Gianluca Rocchi | Spectateurs : 15 700 Arbitrage : Gianluca Rocchi |

| 15 février 2017 | Real Madrid                            | 3 - 1   | SSC Naples | Stade Santiago Bernabéu, Madrid                |                                                |
| 20h45 CET       | Benzema 18e · Kroos 49e · Casemiro 54e | (1 - 1) | 8e Insigne | Spectateurs : 78 000 Arbitrage : Damir Skomina | Spectateurs : 78 000 Arbitrage : Damir Skomina |
| 20h45 CET       | Rapport                                |         |            | Spectateurs : 78 000 Arbitrage : Damir Skomina | Spectateurs : 78 000 Arbitrage : Damir Skomina |

| 7 mars 2017 | SSC Naples  | 1 - 3   | Real Madrid                                  | Stade San Paolo, Naples                       |                                               |
| 20h45 CET   | Mertens 24e | (1 - 0) | 52e Ramos · 57e (csc) Mertens · 90+1e Morata | Spectateurs : 56 695 Arbitrage : Cüneyt Çakır | Spectateurs : 56 695 Arbitrage : Cüneyt Çakır |
| 20h45 CET   | Rapport     |         |                                              | Spectateurs : 56 695 Arbitrage : Cüneyt Çakır | Spectateurs : 56 695 Arbitrage : Cüneyt Çakır |

| 14 février 2017 | Benfica Lisbonne | 1 - 0   | Borussia Dortmund | Estádio da Luz, Lisbonne                        |                                                 |
| 20h45 CET       | Mítroglou 48e    | (0 - 0) |                   | Spectateurs : 55 124 Arbitrage : Nicola Rizzoli | Spectateurs : 55 124 Arbitrage : Nicola Rizzoli |
| 20h45 CET       | Rapport          |         |                   | Spectateurs : 55 124 Arbitrage : Nicola Rizzoli | Spectateurs : 55 124 Arbitrage : Nicola Rizzoli |

| 8 mars 2017 | Borussia Dortmund                   | 4 - 0   | Benfica Lisbonne | Signal Iduna Park, Dortmund                      |                                                  |
| 20h45 CET   | Aubameyang 4e 61e 85e · Pulisic 59e | (1 - 0) |                  | Spectateurs : 65 849 Arbitrage : Martin Atkinson | Spectateurs : 65 849 Arbitrage : Martin Atkinson |
| 20h45 CET   | Rapport                             |         |                  | Spectateurs : 65 849 Arbitrage : Martin Atkinson | Spectateurs : 65 849 Arbitrage : Martin Atkinson |

| 15 février 2017 | Bayern Munich                                              | 5 - 1   | Arsenal FC  | Allianz Arena, Munich                          |                                                |
| 20h45 CET       | Robben 11e · Lewandowski 53e · Thiago 56e 63e · Müller 88e | (1 - 1) | 30e Sánchez | Spectateurs : 70 000 Arbitrage : Milorad Mažić | Spectateurs : 70 000 Arbitrage : Milorad Mažić |
| 20h45 CET       | Rapport                                                    |         |             | Spectateurs : 70 000 Arbitrage : Milorad Mažić | Spectateurs : 70 000 Arbitrage : Milorad Mažić |

| 7 mars 2017 | Arsenal FC  | 1 - 5   | Bayern Munich                                                   | Emirates Stadium, Londres                                |                                                          |
| 20h45 CET   | Walcott 20e | (1 - 0) | 55e (pen.) Lewandowski · 68e Robben · 78e Costa · 80e 85e Vidal | Spectateurs : 59 911 Arbitrage : Anastasios Sidiropoulos | Spectateurs : 59 911 Arbitrage : Anastasios Sidiropoulos |
| 20h45 CET   | Rapport     |         |                                                                 | Spectateurs : 59 911 Arbitrage : Anastasios Sidiropoulos | Spectateurs : 59 911 Arbitrage : Anastasios Sidiropoulos |

| 22 février 2017 | FC Porto | 0 - 2   | Juventus FC           | Estádio do Dragão, Porto                     |                                              |
| 20h45 CET       |          | (0 - 0) | 72e Pjaca · 74e Alves | Spectateurs : 49 229 Arbitrage : Felix Brych | Spectateurs : 49 229 Arbitrage : Felix Brych |
| 20h45 CET       | Rapport  |         |                       | Spectateurs : 49 229 Arbitrage : Felix Brych | Spectateurs : 49 229 Arbitrage : Felix Brych |

| 14 mars 2017 | Juventus FC       | 1 - 0   | FC Porto | Juventus Stadium, Turin                         |                                                 |
| 20h45 CET    | Dybala 42e (pen.) | (1 - 0) |          | Spectateurs : 41 161 Arbitrage : Ovidiu Hațegan | Spectateurs : 41 161 Arbitrage : Ovidiu Hațegan |
| 20h45 CET    | Rapport           |         |          | Spectateurs : 41 161 Arbitrage : Ovidiu Hațegan | Spectateurs : 41 161 Arbitrage : Ovidiu Hațegan |

| 21 février 2017 | Bayer Leverkusen                | 2 - 4   | Atlético Madrid                                            | BayArena, Leverkusen                           |                                                |
| 20h45 CET       | Bellarabi 48e · Savić 68e (csc) | (0 - 2) | 17e Saúl · 25e Griezmann · 59e (pen.) Gameiro · 86e Torres | Spectateurs : 29 300 Arbitrage : Willie Collum | Spectateurs : 29 300 Arbitrage : Willie Collum |
| 20h45 CET       | Rapport                         |         |                                                            | Spectateurs : 29 300 Arbitrage : Willie Collum | Spectateurs : 29 300 Arbitrage : Willie Collum |

| 15 mars 2017 | Atlético Madrid | 0 - 0   | Bayer Leverkusen | Stade Vicente Calderón, Madrid                  |                                                 |
| 20h45 CET    |                 | (0 - 0) |                  | Spectateurs : 49 133 Arbitrage : Sergei Karasev | Spectateurs : 49 133 Arbitrage : Sergei Karasev |
| 20h45 CET    | Rapport         |         |                  | Spectateurs : 49 133 Arbitrage : Sergei Karasev | Spectateurs : 49 133 Arbitrage : Sergei Karasev |

| 14 février 2017 | Paris Saint-Germain                         | 4 - 0   | FC Barcelone | Parc des Princes, Paris                           |                                                   |
| 20h45 CET       | Di María 18e 55e · Draxler 40e · Cavani 72e | (2 - 0) |              | Spectateurs : 46 484 Arbitrage : Szymon Marciniak | Spectateurs : 46 484 Arbitrage : Szymon Marciniak |
| 20h45 CET       | Rapport                                     |         |              | Spectateurs : 46 484 Arbitrage : Szymon Marciniak | Spectateurs : 46 484 Arbitrage : Szymon Marciniak |

| 8 mars 2017 | FC Barcelone                                                                             | 6 - 1   | Paris Saint-Germain | Camp Nou, Barcelone                            |                                                |
| 20h45 CET   | Suárez 3e · Kurzawa 40e (csc) · Messi 50e (pen.) · Neymar 88e 90e (pen.) · Roberto 90+5e | (2 - 0) | 62e Cavani          | Spectateurs : 96 290 Arbitrage : Deniz Aytekin | Spectateurs : 96 290 Arbitrage : Deniz Aytekin |
| 20h45 CET   | Rapport                                                                                  |         |                     | Spectateurs : 96 290 Arbitrage : Deniz Aytekin | Spectateurs : 96 290 Arbitrage : Deniz Aytekin |

| 22 février 2017 | Séville FC               | 2 - 1   | Leicester City | Stade Ramón-Sánchez-Pizjuán, Séville            |                                                 |
| 20h45 CET       | Sarabia 25e · Correa 62e | (1 - 0) | 73e Vardy      | Spectateurs : 38 834 Arbitrage : Clément Turpin | Spectateurs : 38 834 Arbitrage : Clément Turpin |
| 20h45 CET       | Rapport                  |         |                | Spectateurs : 38 834 Arbitrage : Clément Turpin | Spectateurs : 38 834 Arbitrage : Clément Turpin |

| 14 mars 2017 | Leicester City              | 2 - 0   | Séville FC | King Power Stadium, Leicester                   |                                                 |
| 20h45 CET    | Morgan 27e · Albrighton 54e | (1 - 0) |            | Spectateurs : 31 520 Arbitrage : Daniele Orsato | Spectateurs : 31 520 Arbitrage : Daniele Orsato |
| 20h45 CET    | Rapport                     |         |            | Spectateurs : 31 520 Arbitrage : Daniele Orsato | Spectateurs : 31 520 Arbitrage : Daniele Orsato |

### Quarts de finale
Le tirage au sort des quarts de finale a lieu le 17 mars 2017. Les matchs aller se jouent les 11 et 12 avril, et les matchs retour les 18 et 19 avril 2017.
| Équipe            | Aller | Total | Retour   | Équipe         |
| ----------------- | ----- | ----- | -------- | -------------- |
| Atlético Madrid   | 1 – 0 | 2 – 1 | 1 – 1    | Leicester City |
| Borussia Dortmund | 2 – 3 | 3 – 6 | 1 – 3    | AS Monaco      |
| Bayern Munich     | 1 – 2 | 3 – 6 | 2 – 4 ap | Real Madrid    |
| Juventus FC       | 3 – 0 | 3 – 0 | 0 – 0    | FC Barcelone   |

| 12 avril 2017 | Atlético Madrid      | 1 - 0   | Leicester City | Stade Vicente Calderón, Madrid                  |                                                 |
| 20h45 CEST    | Griezmann 28e (pen.) | (1 - 0) |                | Spectateurs : 51 423 Arbitrage : Jonas Eriksson | Spectateurs : 51 423 Arbitrage : Jonas Eriksson |
| 20h45 CEST    | Rapport              |         |                | Spectateurs : 51 423 Arbitrage : Jonas Eriksson | Spectateurs : 51 423 Arbitrage : Jonas Eriksson |

| 18 avril 2017 | Leicester City | 1 - 1   | Atlético Madrid | King Power Stadium, Leicester                    |                                                  |
| 20h45 CEST    | Vardy 61e      | (0 - 1) | 26e Saúl        | Spectateurs : 31 548 Arbitrage : Gianluca Rocchi | Spectateurs : 31 548 Arbitrage : Gianluca Rocchi |
| 20h45 CEST    | Rapport        |         |                 | Spectateurs : 31 548 Arbitrage : Gianluca Rocchi | Spectateurs : 31 548 Arbitrage : Gianluca Rocchi |

| 12 avril 2017 | Borussia Dortmund        | 2 - 3   | AS Monaco                         | Signal Iduna Park, Dortmund                     |                                                 |
| 18h45 CEST    | Dembélé 57e · Kagawa 84e | (0 - 2) | 19e 79e Mbappé · 35e (csc) Bender | Spectateurs : 65 849 Arbitrage : Daniele Orsato | Spectateurs : 65 849 Arbitrage : Daniele Orsato |
| 18h45 CEST    | Rapport                  |         |                                   | Spectateurs : 65 849 Arbitrage : Daniele Orsato | Spectateurs : 65 849 Arbitrage : Daniele Orsato |

| 19 avril 2017 | AS Monaco                            | 3 - 1   | Borussia Dortmund | Stade Louis-II, Monaco                         |                                                |
| 20h45 CEST    | Mbappé 3e · Falcao 17e · Germain 81e | (2 - 0) | 48e Reus          | Spectateurs : 17 135 Arbitrage : Damir Skomina | Spectateurs : 17 135 Arbitrage : Damir Skomina |
| 20h45 CEST    | Rapport                              |         |                   | Spectateurs : 17 135 Arbitrage : Damir Skomina | Spectateurs : 17 135 Arbitrage : Damir Skomina |

| 12 avril 2017 | Bayern Munich | 1 - 2   | Real Madrid     | Allianz Arena, Munich                           |                                                 |
| 20h45 CEST    | Vidal 25e     | (1 - 0) | 47e 77e Ronaldo | Spectateurs : 70 000 Arbitrage : Nicola Rizzoli | Spectateurs : 70 000 Arbitrage : Nicola Rizzoli |
| 20h45 CEST    | Rapport       |         |                 | Spectateurs : 70 000 Arbitrage : Nicola Rizzoli | Spectateurs : 70 000 Arbitrage : Nicola Rizzoli |

| 18 avril 2017 | Real Madrid                          | 4 - 2 ap       | Bayern Munich                            | Stade Santiago Bernabéu, Madrid                |                                                |
| 20h45 CEST    | Ronaldo 76e 105e 110e · Asensio 112e | (0 - 0, 1 - 2) | 53e (pen.) Lewandowski · 78e (csc) Ramos | Spectateurs : 78 346 Arbitrage : Viktor Kassai | Spectateurs : 78 346 Arbitrage : Viktor Kassai |
| 20h45 CEST    | Rapport                              |                |                                          | Spectateurs : 78 346 Arbitrage : Viktor Kassai | Spectateurs : 78 346 Arbitrage : Viktor Kassai |

| 11 avril 2017 | Juventus FC                   | 3 - 0   | FC Barcelone | Juventus Stadium, Turin                           |                                                   |
| 20h45 CEST    | Dybala 7e 22e · Chiellini 55e | (2 - 0) |              | Spectateurs : 41 092 Arbitrage : Szymon Marciniak | Spectateurs : 41 092 Arbitrage : Szymon Marciniak |
| 20h45 CEST    | Rapport                       |         |              | Spectateurs : 41 092 Arbitrage : Szymon Marciniak | Spectateurs : 41 092 Arbitrage : Szymon Marciniak |

| 19 avril 2017 | FC Barcelone | 0 - 0   | Juventus FC | Camp Nou, Barcelone                            |                                                |
| 20h45 CEST    |              | (0 - 0) |             | Spectateurs : 96 290 Arbitrage : Björn Kuipers | Spectateurs : 96 290 Arbitrage : Björn Kuipers |
| 20h45 CEST    | Rapport      |         |             | Spectateurs : 96 290 Arbitrage : Björn Kuipers | Spectateurs : 96 290 Arbitrage : Björn Kuipers |

### Demi-finales
Le tirage au sort des demi-finales a lieu le 21 avril 2017. Les matchs aller se jouent les 2 et 3 mai, et les matchs retour les 9 et 10 mai 2017.
| Équipe      | Aller | Total | Retour | Équipe          |
| ----------- | ----- | ----- | ------ | --------------- |
| Real Madrid | 3 - 0 | 4 - 2 | 1 - 2  | Atlético Madrid |
| AS Monaco   | 0 - 2 | 1 - 4 | 1 - 2  | Juventus FC     |

| 2 mai 2017 | Real Madrid         | 3 - 0   | Atlético Madrid | Stade Santiago Bernabéu, Madrid                  |                                                  |
| 20h45 CEST | Ronaldo 10e 73e 86e | (1 - 0) |                 | Spectateurs : 77 609 Arbitrage : Martin Atkinson | Spectateurs : 77 609 Arbitrage : Martin Atkinson |
| 20h45 CEST | Rapport             |         |                 | Spectateurs : 77 609 Arbitrage : Martin Atkinson | Spectateurs : 77 609 Arbitrage : Martin Atkinson |

| 10 mai 2017 | Atlético Madrid                   | 2 - 1   | Real Madrid | Stade Vicente Calderón, Madrid                |                                               |
| 20h45 CEST  | Ñíguez 12e · Griezmann 15e (pen.) | (2 - 1) | 42e Isco    | Spectateurs : 53 422 Arbitrage : Cüneyt Çakır | Spectateurs : 53 422 Arbitrage : Cüneyt Çakır |
| 20h45 CEST  | Rapport                           |         |             | Spectateurs : 53 422 Arbitrage : Cüneyt Çakır | Spectateurs : 53 422 Arbitrage : Cüneyt Çakır |

| 3 mai 2017 | AS Monaco | 0 - 2   | Juventus FC     | Stade Louis-II, Monaco                               |                                                      |
| 20h45 CEST |           | (0 - 1) | 29e 59e Higuaín | Spectateurs : 16 762 Arbitrage : Antonio Mateu Lahoz | Spectateurs : 16 762 Arbitrage : Antonio Mateu Lahoz |
| 20h45 CEST | Rapport   |         |                 | Spectateurs : 16 762 Arbitrage : Antonio Mateu Lahoz | Spectateurs : 16 762 Arbitrage : Antonio Mateu Lahoz |

| 9 mai 2017 | Juventus FC               | 2 - 1   | AS Monaco  | Juventus Stadium, Turin                        |                                                |
| 20h45 CEST | Mandžukić 33e · Alves 44e | (2 - 0) | 69e Mbappé | Spectateurs : 40 244 Arbitrage : Björn Kuipers | Spectateurs : 40 244 Arbitrage : Björn Kuipers |
| 20h45 CEST | Rapport                   |         |            | Spectateurs : 40 244 Arbitrage : Björn Kuipers | Spectateurs : 40 244 Arbitrage : Björn Kuipers |

### Finale
| 3 juin 2017 | Juventus FC   | 1 - 4   | Real Madrid                                  | Principality Stadium, Cardiff                |                                              |
| 20h45 CEST  | Mandžukić 27e | (1 - 1) | 20e 64e Ronaldo · 61e Casemiro · 90e Asensio | Spectateurs : 65 842 Arbitrage : Felix Brych | Spectateurs : 65 842 Arbitrage : Felix Brych |
| 20h45 CEST  | Rapport       |         |                                              | Spectateurs : 65 842 Arbitrage : Felix Brych | Spectateurs : 65 842 Arbitrage : Felix Brych |